# Riabilitazione uroginecologica
La riabilitazione uroginecologica è il settore della fisioterapia dedicato alla prevenzione e alla cura delle disfunzioni urologiche e ginecologiche conseguenti ad eventi patologici congeniti o acquisiti. 

## Funzioni
La riabilitazione uroginecologica è principalmente dedicata ai disordini delle funzioni del pavimento pelvico. I pazienti candidati al trattamento hanno solitamente subito interventi chirurgici addomino-pelvici, per esempio più comunemente per il maschio una prostatectomia (che se radicale procura quasi invariabilmente un'incontinenza urinaria) o per la donna più semplicemente un parto naturale travagliato con trauma ai nervi sacrali e/o epifisiotomia o l'isterectomia. La forma più comune di incontinenza però è quella detta "da sforzo" che avviene nella donna in rapporto a banali "sforzi" fisici come il tossire, lo starnutire, il sollevare pesi. L'incontinenza da sforzo è una fra le forme che risponde meglio al trattamento riabilitativo.
Per entrambi i sessi un'altra causa di disfunzione del pavimento pelvico potrebbe essere la chirurgia per cancro del colon-retto.
Tutte queste forme come è intuitivo alterano la forma del pavimento pelvico, struttura sostenuta da muscoli, che si può alterare nelle funzioni di contenimento degli organi e nel ruolo di stabilizzazione degli sfinteri. Ne conseguono disturbi come l'incontinenza, le dispareunie (dolori durante i rapporti sessuali), la tendenza al prolasso degli organi pelvici (in particolare per la donna).

## Obiettivi
Sinteticamente gli obiettivi della riabilitazione uroginecologica possono essere rappresentati dai seguenti punti:
- recupero dell'attività muscolare e della forza dei muscoli del pavimento pelvico
- recupero delle funzioni alla base della continenza volontaria
- ripristino delle corrette sinergie e del comando
- prevenzione delle recidive

## Tipologia
A seguito di un esame elettromiografico per valutare l'attività del pavimento pelvico e quella addominale e stimare eventuali dissinergie, il paziente più comunemente effettua delle sedute, con un fisioterapista specializzato, che comprendono l'utilizzo integrato di 
- Elettroterapia (eccitomotoria o sedativa)
- Kinesiterapia (rinforzo della muscolatura, stretching delle strutture, etc)
- Biofeedback elettromiografico (o pressorio)
- Innervazione magnetica extracorporea (ExMI)
- Educazione, con lo scopo di portare il paziente a sviluppare automatismi nella contrazione muscolare sotto sforzo, al fine di migliorare la continenza.